# Sumner (Georgia)
Sumner es un pueblo ubicado en el condado de Worth en el estado estadounidense de Georgia. En el censo de 2000, su población era de 309.

## Demografía
En el 2000 la renta per cápita promedia del hogar era de $30,781, y el ingreso promedio para una familia era de $33,750. El ingreso per cápita para la localidad era de $13,532. Los hombres tenían un ingreso per cápita de $23,000 contra $16,875 para las mujeres.

## Geografía
Sumner se encuentra ubicado en las coordenadas 31°30′40″N 83°44′18″O / 31.51111, -83.73833 (31.510979, -83.738315).
Según la Oficina del Censo, la localidad tiene un área total de 2,8 km² (1,1 mi²), de la cual 2,8 km² (1,1 mi²) es tierra y 0 km² (0 mi²) (0.00%) es agua.